# Pic Cucurucull
El Pic Cucurucull és una muntanya de 1.912 m alt situada en un contrafort nord de l'eix de la serralada principal dels Pirineus, en el terme comunal de Fontpedrosa, de la comarca del Conflent, a la Catalunya del Nord.
Està situat al nord del centre de la comuna de Fontpedrosa, a prop al sud-est de Prats de Balaguer, a la carena que separa les valls de la Riberola, a ponent i del Riu d'Aigües, a llevant.